# Сярмиськаси
Сярмиська́си (рос. Сярмыськасы, чув. Çармăçкасси) — присілок у Чувашії Російської Федерації, у складі Юнгинського сільського поселення Моргауського району.
Населення — 260 осіб (2010; 287 в 2002, 332 в 1979; 450 в 1939, 405 в 1926, 328 в 1906, 318 в 1897, 186 в 1858).

## Історія
Історичні назви — Чармушкаси, Сярмоькаси, Сярмиськаси. Назва походить від чуваської назви марійців — сярмис. Утворився як виселок присілку Велика Юнга (Юнга). До 1866 року селяни мали статус державних, займались землеробством, тваринництвом, виробництвом тканин та борошна. У 1924–1926 роках працювало товариство «Мун-Сĕл». 1930 року утворено колгосп «Зоря», у середині 1930-их років — промколгосп з виробництва возів та саней. До 1920 року присілок перебував у складі Татаркасинської волості Козьмодемьянського, а до 1927 року — Чебоксарського повіту. 1927 року присілок переданий до складу Татаркасинського району, 1939 року — до складу Сундирського, 1962 року — до складу Ядрінського, 1964 року — до складу Моргауського району.

## Господарство
У присілку діють клуб та магазин.